# Nam Sulawesi
Nam Sulawesi (tiếng Indonesia: Sulawesi Selatan, gọi ngắn gọn là Sulsel; tiếng Bugis: ᨔᨘᨒᨓᨙᨔᨗ ᨒᨕᨘᨈ) là một tỉnh của Sulawesi, Indonesia. Quần đảo Selayar phía nam Sulawesi cũng thuộc địa phận tỉnh. Tỉnh lỵ là Makassar. Nam Sulawesi tiếp giáp Trung Sulawesi và Tây Sulawesi về phía bắc, vịnh Bone và Đông Nam Sulawesi về phía đông, eo biển Makassar về phía tây, và biển Flores về phía nam.
Thống kê 2010 cho biết dân số tỉnh là chừng 8.032.551 người, tức Nam Sulawesi là tỉnh đông dân nhất đảo (46% dân số Sulawesi sống ở Nam Sulawesi) và là tỉnh đông dân thứ sáu toàn Indonesia. Đến 2015 dân số được ước đoán đạt 8,52 triệu. Các dân tộc chính ở Nam Sulawesi là người Bugis, người Makassar, người Toraja, và người Mandar. Nền kinh tế dựa trên nông nghiệp, ngư nghiệp, khai thác vàng, magie, sắt và kim loại khác. Pinisi, loại thuyền hai cột buồm truyền thống, vẫn được người Bugis và Makassar dùng rộng rãi.
Vào thời kỳ vàng son trong buôn bán gia vị (thế kỷ XV-XIX), Nam Sulawesi đóng vai trò cổng chào đến quần đảo Maluku. Trên địa phận tỉnh từng có nhiều vương quốc nhỏ, trong đó có hai vương quốc nổi bật là vương quốc Gowa gần Makassar và vương quốc Bugis nằm ở Bone. Công ty Đông Ấn Hà Lan (VOC) bắt đầu hoạt đông trong vùng từ thế kỷ XV. VOC sau đó bắt tay với hoàng thân Bugis Arung Palakka nhằm đánh bại vương quốc Gowa. Vua Gowa, Sultan Hasanuddin bị bắt ký một hiệp ước làm giảm nặng tầm ảnh hưởng của vương quốc Gowa.